# بروس غوست
بروس غوست (بالإنجليزية: Bruce Gossett) هو لاعب كرة قدم أمريكية أمريكي، ولد في 9 نوفمبر 1941 في كانونسبرغ في الولايات المتحدة.

## وصلات خارجية
- بروس غوست على موقع مرجع كرة القدم المحترفة.كوم (الإنجليزية)